# Župnija Jelšane
Župnija Jelšane je rimskokatoliška teritorialna župnija dekanije Ilirska Bistrica Škofije Koper.

## Sakralni objekti
- - župnijska cerkev
- - podružnica